# Овощные истории
«Овощны́е исто́рии» (англ. VeggieTales) — серия американских видеокассет, телевизионных шоу и полнометражных мультфильмов для детей с участием антропоморфных фруктов и овощей, которые рассказывают о морали на основе христианской культуры. Шоу предназначено для детей в возрасте от трёх до восьми лет. Эпизоды часто пересказывают и воссоздают библейские истории, анахронически пересмотренные и включают юмористические ссылки на поп-культуру. Сериал был разработан Big Idea Entertainment и принадлежит Comcast через её дочернюю компанию DreamWorks Animation SKG DreamWorks Classics.

## История создания
Персонажи «Овощных историй» были созданы Филом Вишером. Он и Майк Навроцки начали создавать видеоролики, а также озвучивать многих персонажей. Первоначально «Овощные истории» выпускались в формате direct-to-video, дебютировав 21 декабря 1993 года. С 2002 по 2003 год Big Idea выпускала просуществовавший недолгое время спин-офф под названием «Ларрибой. Мультяшные приключения» (англ. Larryboy: The Cartoon Adventures). С 9 сентября 2006 года по 7 сентября 2009 года «Овощные истории» транслировались на NBC в рамках детского субботнего программного блока Qubo. 3 ноября 2012 года шоу начало транслироваться на канале TBN, а также на детском Smile, где выходили в отредактированном формате.
В 2009 году на Netflix стали доступны множество видеороликов «Овощных историй» (в неотредактированном, оригинальном формате) и два художественных фильма — «Приключения пиратов в стране овощей» и «Приключения пиратов в стране овощей 2». В 2014 году на Netflix состоялась премьера оригинального сериала «Овощные истории в доме», продюсируемого DreamWorks Animation Television. Сериал выходил в эфир четыре сезона, а в 2017 году был заменён сериалом «Овощные истории в городе», продержавшимся два сезона. Big Idea также опубликовала комиксы и музыкальные компакт-диски «Овощные истории», а также продаёт фирменные предметы — игрушки, одежду, семена овощей и цветов и так далее.

## «Овощные истории» наNetflix

### Овощные истории в доме
Сериал для детей дошкольного возраста «Овощные истории в доме» (англ. VeggieTales in the House) дебютировал на Netflix 26 ноября 2014 года. Разработкой сериала занимался Дуглас Тен-Нэйпел; музыкальную тему написал Терри Скотт Тейлор. За 3 года планировалось выпустить 75 эпизодов, состоящих из двух 11-минутных историй каждый.
Фил Вишер и Майк Навроцки продолжили озвучивать своих персонажей, однако остальной оригинальный актёрский состав был заменён легендами озвучивания США — Тресс Макнилл и Робом Полсеном. Всего с 2014 по 2016 года было выпущено четыре сезона, состоящие из 52-х эпизодов (в общей сложности 104 истории).

### Овощные истории в городе
В 2017 году сериал «Овощные истории в доме» был заменён сериалом-продолжением «Овощные истории в городе» (англ. VeggieTales in the City). Первый сезон вышел 24 февраля 2017 года, а второй — 15 сентября того же года. Два сезона состоят из 26-ти эпизодов (в общей сложности 52 истории).

## Персонажи

Слева направо: Боб, Ларри, Рубарб, Джимми, Джуниор и Джерри.

| Основные персонажи - Помидор Боб (с 1992) - Огурец Ларри (с 1991) - Спаржа Джуниор (с 1993) - Спаржа Арчибальд (с 1992) - Морковь Лора (с 1995) - Тыква Мистер Лунт (с 1995) - Тыквы Джимми и Джерри (с 1995) - Мадам Голубика (с 1998) - Петуния Рубарб (с 2005) - Виноград Па (с 1994) - Цукини Мистер Неззлер (с 1995) - Французский горошек (с 1996) - Компьютер Qwerty (с 1993) | Второстепенные персонажи - Ракушки (с 1993) - Мама (с 1992) и Папа (с 1993) Спаржа - Морковь Скутер (с 1995) - Груша Мэйбл и спаржа Пенелопа (с 1993) - Франкен-сельдерей (с 1993) - Семейство Зелёного лука (с 1996) - Зелёный лук Мисс Ахмета (с 2000) - Червь/гусеница Халил (с 2002) - Цукини Ихабизер (с 2014) |